# Joe Jonas/Diskografie
Diese Diskografie ist eine Übersicht über die musikalischen Werke des US-amerikanischen Sängers Joe Jonas.

## Alben

### Studioalben
| Jahr | Titel Musiklabel                                            | Höchstplatzierung, Gesamtwochen, AuszeichnungChartplatzierungen (Jahr, Titel, Musiklabel, Platzierungen, Wochen, Auszeichnungen, Anmerkungen) | Höchstplatzierung, Gesamtwochen, AuszeichnungChartplatzierungen (Jahr, Titel, Musiklabel, Platzierungen, Wochen, Auszeichnungen, Anmerkungen) | Höchstplatzierung, Gesamtwochen, AuszeichnungChartplatzierungen (Jahr, Titel, Musiklabel, Platzierungen, Wochen, Auszeichnungen, Anmerkungen) | Höchstplatzierung, Gesamtwochen, AuszeichnungChartplatzierungen (Jahr, Titel, Musiklabel, Platzierungen, Wochen, Auszeichnungen, Anmerkungen) | Höchstplatzierung, Gesamtwochen, AuszeichnungChartplatzierungen (Jahr, Titel, Musiklabel, Platzierungen, Wochen, Auszeichnungen, Anmerkungen) | Anmerkungen                            |
| Jahr | Titel Musiklabel                                            | DE | AT | CH | UK | US | Anmerkungen                            |
| ---- | ----------------------------------------------------------- | --- | --- | --- | --- | --- | -------------------------------------- |
| 2011 | Fastlife Hollywood Records (UMG)                            | — | — | — | UK99 (1 Wo.)UK | US15 (2 Wo.)US | Erstveröffentlichung: 11. Oktober 2011 |
| 2025 | Music for People Who Believe in Love Republic Records (UMG) | DE92 (1 Wo.)DE | — | — | — | US24 (1 Wo.)US | Erstveröffentlichung: 23. Mai 2025     |

## Singles

### Als Leadmusiker
| Jahr | Titel Album                    | Höchstplatzierung, Gesamtwochen, AuszeichnungChartplatzierungen (Jahr, Titel, Album, Platzierungen, Wochen, Auszeichnungen, Anmerkungen) | Höchstplatzierung, Gesamtwochen, AuszeichnungChartplatzierungen (Jahr, Titel, Album, Platzierungen, Wochen, Auszeichnungen, Anmerkungen) | Höchstplatzierung, Gesamtwochen, AuszeichnungChartplatzierungen (Jahr, Titel, Album, Platzierungen, Wochen, Auszeichnungen, Anmerkungen) | Höchstplatzierung, Gesamtwochen, AuszeichnungChartplatzierungen (Jahr, Titel, Album, Platzierungen, Wochen, Auszeichnungen, Anmerkungen) | Höchstplatzierung, Gesamtwochen, AuszeichnungChartplatzierungen (Jahr, Titel, Album, Platzierungen, Wochen, Auszeichnungen, Anmerkungen) | Anmerkungen                                                                                   |
| Jahr | Titel Album                    | DE | AT | CH | UK | US | Anmerkungen                                                                                   |
| ---- | ------------------------------ | --- | --- | --- | --- | --- | --------------------------------------------------------------------------------------------- |
| 2008 | Gotta Find You Camp Rock (OST) | — | AT31 (2 Wo.)AT | CH58 (1 Wo.)CH | UK87 (1 Wo.)UK | US30 Gold · (3 Wo.)US | Erstveröffentlichung: 17. Juni 2008                                                           |
| 2009 | Make a Wave –                  | — | — | — | — | US84 (1 Wo.)US | Erstveröffentlichung: 7. August 2009 mit Demi Lovato; im Rahmen von Disney Friends for Change |
| 2011 | See No More Fastlife           | — | — | — | UK53 (1 Wo.)UK | US92 (1 Wo.)US | Erstveröffentlichung: 13. Juni 2011                                                           |
| 2011 | Just in Love Fastlife          | — | — | — | UK85 (1 Wo.)UK | — | Erstveröffentlichung: 13. September 2011                                                      |

### Als Gastmusiker
| Jahr | Titel Album                                        | Höchstplatzierung, Gesamtwochen, AuszeichnungChartplatzierungen (Jahr, Titel, Album, Platzierungen, Wochen, Auszeichnungen, Anmerkungen) | Höchstplatzierung, Gesamtwochen, AuszeichnungChartplatzierungen (Jahr, Titel, Album, Platzierungen, Wochen, Auszeichnungen, Anmerkungen) | Höchstplatzierung, Gesamtwochen, AuszeichnungChartplatzierungen (Jahr, Titel, Album, Platzierungen, Wochen, Auszeichnungen, Anmerkungen) | Höchstplatzierung, Gesamtwochen, AuszeichnungChartplatzierungen (Jahr, Titel, Album, Platzierungen, Wochen, Auszeichnungen, Anmerkungen) | Höchstplatzierung, Gesamtwochen, AuszeichnungChartplatzierungen (Jahr, Titel, Album, Platzierungen, Wochen, Auszeichnungen, Anmerkungen) | Anmerkungen                                                                          |
| Jahr | Titel Album                                        | DE | AT | CH | UK | US | Anmerkungen                                                                          |
| ---- | -------------------------------------------------- | --- | --- | --- | --- | --- | ------------------------------------------------------------------------------------ |
| 2008 | We Rock Camp Rock (OST)                            | — | AT70 (1 Wo.)AT | — | — | US33 (1 Wo.)US | Erstveröffentlichung: 2008 mit Camp Rock Cast                                        |
| 2008 | This Is Me Camp Rock (OST)                         | DE36 (6 Wo.)DE | AT18 (6 Wo.)AT | CH39 (2 Wo.)CH | UK33 (4 Wo.)UK | US9 Platin · (7 Wo.)US | Erstveröffentlichung: 2008 mit Demi Lovato                                           |
| 2010 | We Are the World 25 for Haiti –                    | — | — | — | UK50 (1 Wo.)UK | US2 (5 Wo.)US | Erstveröffentlichung: 12. Februar 2010 mit verschiedenen Künstlern                   |
| 2010 | Wouldn’t Change a Thing Camp Rock 2: The Final Jam | DE28 (11 Wo.)DE | AT36 (9 Wo.)AT | — | UK71 (1 Wo.)UK | US— GoldUS | Erstveröffentlichung: 30. Juli 2010 Verkäufe: + 500.000; Demi Lovato feat. Joe Jonas |

## Musikvideos
| Jahr | Titel         |
| ---- | ------------- |
| 2011 | See No More   |
| 2011 | Just in Love  |
| 2011 | All This Time |

## Statistik

### Chartauswertung
|                     | DE    | AT    | CH    | UK    | US    |
| ------------------- | ----- | ----- | ----- | ----- | ----- |
| Nummer-eins-Alben   | DE—DE | AT—AT | CH—CH | UK—UK | US—US |
| Top-10-Alben        | DE—DE | AT—AT | CH—CH | UK—UK | US—US |
| Alben in den Charts | DE1DE | AT—AT | CH—CH | UK1UK | US2US |

|                       | DE    | AT    | CH    | UK    | US    |
| --------------------- | ----- | ----- | ----- | ----- | ----- |
| Nummer-eins-Singles   | DE—DE | AT—AT | CH—CH | UK—UK | US—US |
| Top-10-Singles        | DE—DE | AT—AT | CH—CH | UK—UK | US2US |
| Singles in den Charts | DE1DE | AT3AT | CH2CH | UK5UK | US6US |

### Auszeichnungen für Musikverkäufe
| Platin-Schallplatte - Australien - 2023: für die Single This Is Me |

Anmerkung: Auszeichnungen in Ländern aus den Charttabellen bzw. Chartboxen sind in ebendiesen zu finden.
| Land/RegionAuszeichnungen für Musikverkäufe (Land/Region, Auszeichnungen, Verkäufe, Quellen) | Gold     | Platin     | Verkäufe  | Quellen     |
| -------------------------------------------------------------------------------------------- | -------- | ---------- | --------- | ----------- |
| Australien (ARIA)                                                                            | —        | Platin1    | 70.000    | aria.com.au |
| Vereinigte Staaten (RIAA)                                                                    | 2× Gold2 | Platin1    | 2.000.000 | riaa.com    |
| Insgesamt                                                                                    | 2× Gold2 | 2× Platin2 |           |             |